# هنري دبليو. مارشال
هنري دبليو. مارشال (بالإنجليزية: Henry W. Marshall)‏ هو ناشر وصحفي أمريكي، ولد في 29 يناير 1865، وتوفي في 31 يناير 1951.